# 経済部 (中華民国)
経済部（けいざいぶ）は、中華民国の行政院に属する産業に関する経済全般を担当する省庁。日本の経済産業省に相当する。

## 沿革
- 1931年06月 行政院に全国経済委員会を設立。国家経済の建設と発展に関する政策立案、審査、監督を担当。
- 1931年12月 行政院改編のため工商部、農鉱部が合併し「実業部」を設置。農業、工業、商業、鉱業、漁牧、労工司および林墾署を設置。
- 1934年12月 全国経済委員会に内政部の水利事業を移管。
- 1937年12月 「実業部」を「経済部」に改編。
- 1938年01月 建設委員会、全国経済委員会水利事業部、軍事委員会第三、第四部、工鉱、農産業両調整委員会、資源委員会の機関を「経済部」に吸収。
- 1939年05月 経済部組織法を公布、工商部、農林部、水利部および資源委員会を業務統合し、経済部が全国の経済行政および経済計画を担当することとなる。下部に工業司、鉱業司、商業司、総務司、会計処、統計処、人事室などの機関を設置し、農林署、水利署および資源委員会などの附属機関を設置。
- 1979年11月 能源委員会（エネルギー委員会）を設置。また証券管理、会計士関連行政を財政部に移管。
- 1981年01月 国際合作処、投資業務処、技術処、中小企業処を設置。農業司、工業司を局に昇格。
- 1996年12月 水利司と水資源統一規画委員会を統合し「水資源局」を設置。
- 1999年01月 中央標準局および商品検験驗局を「智慧財産局」および「標準検験局」に改編。
- 1999年07月 台湾省政府建設庁、物資処、水利処、台北水源特区管理委員会、鉱務局の業務を経済部に統括。第二弁公室および中部弁公室を設置。
- 2002年03月 水利処、水資源局および台北水源特区管理委委員会を統合し「水利署」を設置。
- 2004年07月 能源委員会を「能源局」に改編。

## 組織
- 経済部部長
  - 経済部政務次長
  - 経済部常務次長
  - 経済部常務次長

| | |
| - 本部機関 - 秘書室 - 鉱業司 - 商業司 - 総務司 - 国際合作処 - 投資業務処 - 技術処 - 人事処 - 会計処 - 統計処 - 政風処 - 研究発展委員会 - 法規委員会 - 訴願審議委員会 - 情報センター - 経貿交渉代表オフィス - 地方支分局 - 中部オフィス - 中区連合サービスセンター - 南区連合サービスセンター | - 附屬機関 - 工業局 - 国際貿易局 - 智慧財産局 (知識財産局) - 標準検験局 - 能源局 - 水利署 - 中小企業処 - 加工出口区管理処 - 中央地質調査所 - 国営事業委員会 - 投資審議委員会 - 専業研究人員センター - 貿易調查委員会 - 鉱務局 - 事業機構 - 台湾糖業公司 - 台湾電力公司 - 台湾中油公司 - 台湾国際造船公司 - 漢翔航空工業 - 台湾自来水公司 |

## 歴代経済部長
| 代 | 氏名   | 就任日         | 退任日         |
| -- | ------ | -------------- | -------------- |
| 1  | 劉揆一 | 1912年8月      | -              |
| 1  | 宋教仁 | 1912年3月      | -              |
| 2  | 陳振先 | 1912年7月      | -              |
| 3  | 張謇   | 1913年9月      | -              |
| 1  | 張謇   | 1913年12月     | -              |
| 2  | 周自斉 | 1915年4月      | -              |
| 3  | 金邦平 | 1916年4月      | -              |
| 5  | 張国淦 | 1916年6月      | -              |
| 6  | 谷鍾秀 | 1916年8月      | -              |
| 7  | 張国淦 | 1917年7月      | -              |
| 8  | 田文烈 | 1917年12月     | -              |
| 9  | 王迺斌 | 1920年8月      | -              |
| 10 | 斉耀珊 | 1921年12月     | -              |
| 11 | 張国淦 | 1922年6月      | -              |
| 12 | 盧信   | 1922年8月      | -              |
| 13 | 高凌霨 | 1922年9月      | -              |
| 14 | 李根源 | 1922年11月     | -              |
| 15 | 顔恵慶 | 1924年1月      | -              |
| 16 | 高凌霨 | 1924年9月      | -              |
| 17 | 王迺斌 | 1924年10月     | -              |
| 18 | 寇遐   | 1925年12月     | -              |
| 19 | 劉尚清 | 1927年6月      | -              |
| 20 | 莫徳恵 | 1927年10月     | -              |
| 21 | 張景恵 | 1928年2月      | -              |
| -  | 譚平山 | 1927年3月      | -              |
| -  | 孔祥熙 | 1928年?月      | -              |
| 1  | 易培基 | 1928年2月      | -              |
| 1  | 孔祥熙 | 1928年3月      | -              |
| 1  | 陳済棠 | 1940年3月      | -              |
| 2  | 沈鴻烈 | 1941年12月     | -              |
| 3  | 盛世才 | 1944年8月      | -              |
| 4  | 谷正綱 | 1945年7月      | -              |
| 5  | 周詒春 | 1945年8月      | -              |
| 6  | 左舜生 | 1947年4月      | -              |
| 1  | 孔祥熙 | 1930年12月     | -              |
| 2  | 陳公博 | 1931年12月     | -              |
| 3  | 呉鼎昌 | 1935年12月     | -              |
| 1  | 翁文灝 | 1938年2月      | -              |
| 2  | 王雲五 | 1946年5月      | -              |
| 1  | 陳啓天 | 1948年5月30日  | 1948年12月22日 |
| 2  | 劉維熾 | 1948年12月22日 | 1949年3月21日  |
| 3  | 孫越崎 | 1949年3月21日  | 1949年6月12日  |
| 4  | 劉航琛 | 1949年6月12日  | 1950年1月26日  |
| 5  | 厳家淦 | 1950年1月26日  | 1950年3月10日  |
| 6  | 鄭道儒 | 1950年3月10日  | 1952年4月17日  |
| 7  | 張茲闓 | 1952年4月17日  | 1954年5月26日  |
| 8  | 尹仲容 | 1954年5月27日  | 1955年11月4日  |
| 9  | 江杓   | 1955年11月4日  | 1958年3月19日  |
| 10 | 楊継曽 | 1958年3月19日  | 1965年1月13日  |
| 11 | 李国鼎 | 1965年1月13日  | 1969年6月25日  |
| 12 | 陶声洋 | 1969年6月25日  | 1969年9月28日  |
| 13 | 孫運璿 | 1969年10月29日 | 1978年5月29日  |
| 14 | 張光世 | 1978年5月29日  | 1981年11月25日 |
| 15 | 趙耀東 | 1981年11月25日 | 1984年5月28日  |
| 16 | 徐立徳 | 1984年5月28日  | 1985年3月13日  |
| 17 | 李達海 | 1985年3月13日  | 1988年7月20日  |
| 18 | 陳履安 | 1988年7月20日  | 1990年6月1日   |
| 19 | 蕭万長 | 1990年6月1日   | 1993年2月27日  |
| 20 | 江丙坤 | 1993年2月27日  | 1996年6月8日   |
| 21 | 王志剛 | 1996年6月8日   | 2000年5月20日  |
| 22 | 林信義 | 2000年5月20日  | 2002年2月1日   |
| 23 | 宗才怡 | 2002年2月1日   | 2002年3月20日  |
| 24 | 林義夫 | 2002年3月21日  | 2004年5月20日  |
| 25 | 何美玥 | 2004年5月20日  | 2006年1月25日  |
| 26 | 黄営杉 | 2006年1月25日  | 2006年8月9日   |
| 27 | 陳瑞隆 | 2006年8月9日   | 2008年5月20日  |
| 28 | 尹啓銘 | 2008年5月20日  | 2008年9月10日  |
| 29 | 施顔祥 | 2008年9月10日  | 2013年2月18日  |
| 30 | 張家祝 | 2013年2月18日  | 2014年8月10日  |
| 31 | 杜紫軍 | 2014年8月10日  | 2014年12月8日  |
| 32 | 鄧振中 | 2014年12月8日  | 2016年5月20日  |
| 33 | 李世光 | 2016年5月20日  | 2017年8月15日  |
| 34 | 沈栄津 | 2017年9月8日   | 2020年6月19日  |
| 35 | 王美香 | 2020年6月19日  | 2024年5月20日  |
| 36 | 郭智輝 | 2024年5月20日  | 現職           |